# سعید عماره
سعید عماره (عربی: سعيد عمارة؛ ۱۱ مارس ۱۹۳۳ – ۲ اوت ۲۰۲۰) بازیکن و مربی فوتبال اهل الجزایر بود.
از باشگاه‌هایی که در آن بازی کرده‌است می‌توان به باشگاه فوتبال استراسبورگ و باشگاه فوتبال بوردو اشاره کرد.
وی همچنین در تیم ملی فوتبال الجزایر بازی کرده‌است.